# Xiqüelos i Xiqüeles del Delta
Els Xiqüelos i Xiqüeles del Delta són una colla castellera del delta de l'Ebre fundada l'any 2013. Vesteixen amb camisa de color Blau Delta.
Cap a la fi de l'any 2012 un grup de membres de la colla castellera de la Sagrada Família, originaris d'Amposta i de Deltebre, van decidir portar la tradició castellera a la seva terra d'origen. L'1 de març del 2013 se celebrà l'assemblea constituent.
Poc temps abans a l'Ametlla de Mar es creen Los Xics Caleros, per tant Els Xiqüelos i Xiqüeles del Delta passarien a ser la segona colla de les Terres de l'Ebre i la primera del Delta de l'Ebre. El març 2014 van rebre el Premi Amposta. A poc a poc es van incorporant castellers provinents del Montsià, el Baix Ebre i el Baix Maestrat.
Finalment el 5 d'octubre del 2013 va tenir lloc el bateig de la colla. Foren padrins els Castellers de la Sagrada Família i els Nens del Vendrell. El 7 d'abril de 2014 són admesos com a membre de ple dret de la Coordinadora de Colles Castelleres de Catalunya.